# Jorge Prieto Echaurren
Jorge Prieto Echaurren (Santiago, 21 de marzo de 1873-Valparaíso, 11 de noviembre de 1953) fue un abogado,  político y juez chileno.  

## Primeros años de vida
Era hijo del político Alfredo Prieto Zenteno y de Josefina Echaurren González. Realizó sus estudios en el Colegio de los Sagrados Corazones de Santiago, y en la Universidad de Chile, donde se tituló de abogado el 20 de diciembre de 1898. 
Contrajo matrimonio con Leonor Urioste, con quien tuvo cinco hijos: Arturo (Santiago), Alfredo (6/12/1917), Jorge (1/1/1918), Carlos (1/17/1921) y María Cristina (1/1/1923).

## Vida pública
Ejerció su profesión en la capital, especializándose en casos criminales. 
Secretario de la Intendencia de Santiago. Militante del Partido Liberal Democrático, fue elegido Diputado por las agrupaciones departamentales de Arauco, Lebu y Cañete (1912-1915), Antofagasta (1915-1918) y Rere (1918-1921). Integró la Comisión permanente de Obras Públicas, la de Asistencia Pública y la de Culto.
Ministro de Justicia e Instrucción Pública (1924). Embajador de Chile en Italia (1930) y Encargado de Negocios del Consulado en Río de Janeiro, Brasil (1931). 
Tras la revolución de 1932 decidió quedarse en el extranjero, tomando residencia en Washington D. C., donde formó lazos con otros abogados con los cuales trabajó. Volvió al país en 1935 y fue nombrado Ministro de la Corte de Apelaciones de Santiago, retirándose de la política.